# Hellisfjörður
Der Hellisfjörður ist ein kleiner, unbewohnter Fjord im Osten Islands. Er gehört zu den Ostfjorden.
Er liegt zwischen Hellisfjarðarnes und Viðfjarðarnes südlich des Norðfjörðurs. Im Fjord und dem Tal dahinter gab es vier Höfe Hellisfjarðarsel, Björnshús, Hellisfjörður und Sveinsstaðir. Hier wurde zwischen 1901 und 1913 von Norwegern eine Walfangstation betrieben, von der kaum noch etwas zurückgeblieben ist. Der Fjord ist seit 1952 unbewohnt. Nur zwei Sommerhäuser stehen hier. Der Fjord ist nicht durch Straßen erreichbar. Die Berge zu den Nachbarfjorden erreichen Höhen bis 558 bzw. 693 m. Im Herbst 2018 wurde das etwa 1900 Hektar große Land im Fjord an einen Ausländer verkauft. 